# Hán Vũ Đế
Hán Vũ Đế (chữ Hán: 漢武帝; 31 tháng 7, 156 TCN - 29 tháng 3, 87 TCN), tên thật Lưu Triệt (劉徹), biểu tự Thông (通), là vị hoàng đế thứ bảy của nhà Hán trong lịch sử Trung Quốc.
Ông là con trai thứ 11 của Hán Cảnh Đế, hoàng đế Tây Hán thứ sáu. Khi mới 7 tuổi, Lưu Triệt giành được ngôi Thái tử của huynh trưởng của mình là Lưu Vinh. Năm 141 TCN, sau cái chết của cha, ông kế vị Hoàng đế lúc 16 tuổi và cai trị từ năm 140 TCN đến 87 TCN (54 năm), là vị hoàng đế trị vì lâu nhất trong Lịch sử nhà Hán và cả lịch sử Trung Quốc từ sau đời Tần Chiêu Tương vương đến trước đời Khang Hi.
Ông được đánh giá là một hoàng đế tài ba (Hán Vũ thời đại), đã làm nhiều việc củng cố nền cai trị và mở cửa ra bên ngoài. Dưới thời trị vì của ông, nhà Hán đã phát triển lớn về chính trị và quân đội, tiến hành các cuộc xâm lược vào Vệ Mãn Triều Tiên, Dạ Lang, Hung Nô, Nam Việt, Mân Việt, Đông Âu; kết thân và thiết lập quan hệ với các nước ở phía tây, mở rộng lãnh thổ phía đông đến bán đảo Triều Tiên, phía bắc đến vùng sa mạc Gobi, phía nam tới miền Bắc Việt Nam và phía tây vươn ra tận Trung Á; ngoài ra ông còn chủ trương sử dụng Nho giáo làm tư tưởng trị nước, nhưng cũng tôn sùng Đạo giáo. Hán Vũ Đế cùng Tần Thủy Hoàng được đánh giá là những vị Hoàng đế vĩ đại bậc nhất trong giai đoạn đầu thời kỳ đế quốc tại Trung Quốc, được xưng tụng bằng cụm từ Tần Hoàng Hán Vũ (秦皇漢武).
Cuối đời, do tin vào thuật trường sinh bất lão, Hán Vũ Đế đã tiêu tốn rất nhiều vàng bạc để đi tìm thuốc trường sinh và tin dùng gian thần Giang Sung, dẫn đến vụ án Vu Cổ vào năm 91 TCN và cái chết của Thái tử Lưu Cứ, con trai trưởng của ông. Ông qua đời ở tuổi 69.
Do kiêng tên húy của Vũ Đế, các sách vở Trung Quốc thời đó phải chép chữ Triệt ra chữ Thông. Sau này một số sách vở dùng tư liệu của đời Hán soạn cũng chép tương tự. Tiểu sử của ông được ghi tại Hán thư, quyển 6 "Vũ Đế kỷ" và Sử ký, quyển 28 "Phong thiện thư".

## Thiếu niên
Hán Vũ Đế Lưu Triệt là con trai thứ 11 của Hán Cảnh Đế, mẹ là Kế Hoàng hậu Vương Chí. Vương Chí nguyên được gả cho Kim Vương Tôn (金王孙) sinh một con gái là Kim Tục (金俗), sau tái giá với Hán Cảnh Đế được phong vị Mỹ nhân (美人), sinh được ba con gái là Bình Dương Công chúa, Nam Cung Công chúa và Long Lự Công Chúa. Sau đó, Vương Mỹ nhân sinh con trai út là hoàng tử Lưu Triệt.
Lưu Triệt được sinh vào ngày 31 tháng 7, năm 156 TCN. Tương truyền, khi mang thai Lưu Triệt, Vương Mỹ nhân đã nằm mộng thấy mặt trời rơi vào bụng mình, bèn nói lại với Cảnh Đế. Cảnh Đế cho rằng đứa bé đó về sau sẽ phú quý. Do có thân phận hoàng tử nên Lưu Triệt được phong tước vị Giao Đông vương (膠東王) vào năm 153 TCN
Theo Hán Vũ cố sự (漢武故事), quyển tiểu thuyết viết về Hán Vũ Đế thì lúc mới sinh ông được đặt tên là Lưu Trệ (劉彘), sau khi làm Giao Đông vương mới đổi lại là Lưu Triệt. Tuy nhiên, các bộ sử chính thống như Sử ký, Hán thư và Tư trị thông giám đều không công nhận điều này, mà cho rằng Hán Vũ Đế có một tên duy nhất là Lưu Triệt.
Năm 155 TCN, Hoàng hậu đầu tiên của Cảnh Đế là Bạc thị, không sinh được con nên thất sủng và bị phế. Hậu vị vì thế mà bỏ trống. Lịch Cơ (栗姬), phi tần được sủng ái nhất đã sinh hoàng trưởng tử là Lưu Vinh (劉榮) cho Cảnh Đế nên Lưu Vinh được phong Hoàng thái tử.
Quán Đào công chúa (館陶公主), chị của Cảnh Đế và là cô của Lưu Triệt có con gái tên Trần A Kiều (陈娇), muốn hứa hôn với Lưu Vinh để làm Thái tử phi, sau trở thành Hoàng hậu đại Hán nhưng bị Lịch Cơ khước từ vì hận Quán Đào thường xuyên tiến cử mĩ nữ cho Hán Cảnh Đế. Vương Mỹ nhân thấy vậy bèn tìm cách lấy lòng Quán Đào, hứa sẽ cho Lưu Triệt (năm đó 6 tuổi) thành thân với Trần A Kiều nếu ông được lập làm Thái tử. Quán Đào muốn giúp Lưu Triệt giành ngôi để có lợi cho con gái mình, đồng thời trả thù Lịch Cơ nên thường nói tốt ông trước mặt Cảnh đế và gièm pha mẹ con Lịch Cơ. Khi đó Lịch Cơ ỷ sủng sinh kiêu, lại có con làm Thái tử nên không biết kiêng dè, nhiều khi còn lớn tiếng với cả Cảnh Đế khiến Cảnh Đế không còn sủng ái bà như trước.
Năm 150 TCN, nhân Hán Cảnh Đế giận Lịch Cơ, Quán Đào công chúa cùng Vương Mỹ nhân xúi giục các đại thần trong triều viết tấu xin lập Lịch cơ làm hậu. Đại thần làm theo khiến Cảnh Đế vốn đã tức giận, nghi ngờ việc này do Lịch Cơ xúi giục nên phế Lưu Vinh xuống làm Lâm Giang vương (臨江王) và không đoái hoài đến Lịch Cơ khiến bà uất ức qua đời. Sau đó Cảnh Đế tấn phong Vương Mỹ nhân làm Hoàng hậu và Lưu Triệt làm Thái tử.
Năm 141 TCN, Hán Cảnh Đế qua đời, Lưu Triệt năm ấy 16 tuổi lên nối ngôi, tức Hán Vũ Đế. Ông lập Trần A Kiều làm Hoàng hậu, tôn mẹ là Vương hoàng hậu làm Hoàng thái hậu, và bà nội Đậu Thái hậu làm Thái hoàng thái hậu.

## Cai trị

### Chính sách đối nội

#### Củng cố nền quân chủ chuyên chế
Khác với vua cha, ông là người chuyên chế, nóng nảy, nhưng cùng rất nhiều mưu lược tài năng, rất sùng đạo Nho, không theo chính sách vô vi (ít can thiệp vào việc dân) của đạo Lão, như vua đời trước, mà ưa Pháp gia giống như Tần Thủy Hoàng và Hán Cao Tổ.
Thấy đời vua cha, nhóm thất vương làm phản, Vũ Đế quyết tâm bỏ hẳn chế độ phong kiến. Một mặt ông dùng thuật của Pháp gia, đồng thời để trị chư hầu quý tộc (sai người thân tín giúp việc họ do thám họ, ngăn chặn sự mưu phản và lần lần tước hết quyền hành, đất đai họ).
Muốn diệt họa Hung Nô và mở mang bờ cõi thì quân đội phải mạnh, quân luật phải nghiêm, và ông dùng chính sách của Pháp gia. Vũ Đế không tha thứ cho những viên tướng bại trận, không xét hoàn cảnh và tình thế của họ, cứ thẳng tay trừng trị. Vì vậy, có nhiều tướng bại trận phải theo hàng giặc chứ không dám về triều đình. Thấy vậy, Vũ Đế lại càng tàn nhẫn, tru di tam tộc những tướng này, như trường hợp của Lý Lăng. Không ai dám trái ý ông, chỉ tỏ vẻ bất mãn, bất phục cũng đủ làm cho ông trị tội rồi. Vì vậy, triều thần không ai dám can gián. Tư Mã Thiên chỉ vì bênh vực Lý Lăng mà phải chịu tội nhục nhã nhất thời đó: tội bị thiến.
Một mặt, ông rất đề cao Nho học, đặt ra chức ngũ kinh, bác sĩ, tuyển dụng những người giỏi như Công Tôn Hoằng, rồi lại thay đổi triều chính, sửa lại lịch, định lễ tế trời và tế đất, xây cất cung điện. Ông cũng trọng dụng những nhà nho như Đổng Trọng Thư, và thích những nhân văn có tài làm phú ca tụng như Tư Mã Tương Như. Nhờ vậy, văn học thời bấy giờ phát triển.
Như vậy là Vũ Đế dùng cả Pháp lẫn Nho mà hoàn thành được cuộc cách mạng về chính trị, củng cố được chính thể quân chủ chuyên chế: quyền hành tập trung vào tay triều đình và giao phó cho kẻ sĩ có tài do dân tiến cử và cả do hoàng đế tuyển dụng. Quý tộc, thân vương vẫn còn được hưởng nhiều đặc quyền, nhưng phải tuân lệnh vua và Tể tướng.

#### Chính sách kinh tế
Năm nào cũng chinh phạt, mà hoàng đế lại xa xỉ, xây cất thêm nhiều cung thất, cho nên triều đình luôn thiếu tiền. Muốn có tiền, Vũ đế dùng ba cách:
- Phát hành một thứ tiền làm bằng kim loại và thiếc, như vậy trữ kim tăng lên; ông lại đặt ra thứ tiền bằng da nữa.
- Bán tước và cho chuộc tội bằng tiền.
- Tuyên bố bao nhiêu tài nguyên trong nước thuộc về quốc gia hết, như vậy "tư nhân không thể chiếm các nguồn lợi của núi, biển làm của riêng mà thao túng các giai cấp thấp hơn".[11]

Triều đình giữ độc quyền cất và bán rượu, độc quyền làm muối, khai thác các mỏ sắt, năm 119 TCN đặt ra chức quan coi về sắt, gọi là diêm thiết quan.
Hán Vũ đế có sáng kiến diệt những người trung gian đầu cơ, những người cho vay nặng lãi hoặc chứa chất hàng hoá khi giá rẻ rồi bán cho nhân dân khi giá đắt.
Ông đã tổ chức một cơ quan chuyên chở và trao đổi thuộc quyền nhà nước, kiểm soát thương mại chặt chẽ để giá cả khỏi thình lình lên xuống. Trong khắp đế quốc nơi đâu cũng có những nhân viên của triều đình lo việc chuyên chở và giao hàng. Lúc nào mua sản phẩm thì triều đình giữ lại, đợi lúc giá tăng thì đem bán rẻ cho dân, hễ giá xuống thì lại mua vào để trữ; như vậy "bọn phú thương không đầu cơ mà vơ được món lợi lớn... và giá được bình lại". Người ta đã ghi sổ tất cả những lợi tức của họ để thu thuế hàng năm là 5%.
Hán Vũ đế lại cho khởi công nhiều công tác lớn để cho hàng triệu thợ bị các xí nghiệp tư sa thải có công ăn việc làm, khỏi bị thất nghiệp: bắc cầu qua sông, đào nhiều kênh để nối các dòng sông với nhau và dẫn nước vào ruộng.
Theo Nguyễn Hiến Lê, Sau mấy trận lụt xen với mấy cơn đại hạn kéo dài, vật giá tăng vọt lên, dân chúng la ló, muốn trở lại chế độ cũ, và những người kinh doanh bất bình vì triều đình can thiệp vào công việc của họ, thuế má quá nặng, không còn làm ăn gì được; lại thêm các cung phi được nhà vua sủng ái lấn át các đại thần, nên sau khi Vũ đế qua đời nạn tham nhũng lan tràn khắp nước, sự bóc lột người nghèo bắt đầu trở lại, và trong non một thế kỉ, những cải cách của Vũ đế bị chê bai.

#### Chính sách đối với địa phương
Năm 106 TCN, Hán Vũ Đế thiếp lập chế độ thứ sử. Ông lập ra 13 châu là Ký, Duyễn, Dự, Thanh, Từ, U, Tịnh, Lương, Kinh, Dương, Ích, Sóc Phương, Giao Chỉ và sai 13 người đến trấn nhận chức thứ sử ở đấy. Ban đầu, Thứ sử chỉ có vai trò đi tuần hành các quận trong châu để xem xét việc cai trị của các Thái thú và cường hào ở đó, thăng thưởng người làm tốt, truất người làm dở, đoán xét oan ngục, lấy 6 điều giới hạn của chức vụ. Hàng năm, Thứ sử đi tuần các quận vào tháng 8 và đến đầu năm sau thì về triều đình tâu báo. Vai trò của Thứ sử thời Tây Hán tương tự như công việc của thanh tra hoạt động của Thái thú. Với việc lập chế độ này, triều đình nhà Hán có thể dễ dàng kiểm soát và khống chế thế lực cường hào địa phương.

#### Chế độ sát cử
Chế độ sát cử ở Trung Quốc bắt đầu từ thời Hán Vũ Đế và nối tiếp đến triều đại tiếp theo, có ảnh hưởng to lớn đến đời sau. Hán Vũ Đế chủ trương tìm kiếm nhân tài để bổ dụng làm quan lại qua các khoa thi khảo hạch hơn là lấy từ bọn quý tộc thế tập từ đời này sang đời khác. Chế độ này được bắt đầu từ năm 134 TCN. Cần phân biệt chế độ khảo hạch này với chế độ thế tập thời Tiền Tần trước đó và khoa thi bắt đầu ở đời Tùy Đường sau này. Chế độ này đợn giản hơn chế độ thi cử, mỗi năm quan lại mỗi địa phương tại khu hạt mình quản lý sẽ khảo hạch trong các học trò để tìm ra người tài giỏi, hiền lương ở trong đó và tiến cử lên cấp trên, triều đình. Dựa vào năng lực của họ, triều đình sẽ phong cho chức quan thích hợp. Chế độ sát cử từ đó trở thành nơi trổ tài và tiến thân của tầng lớp học sĩ và cung cấp một nguồn nhân lực lớn cho triều đình.

#### Chính sách với các chư hầu
Vào thời Tây Hán, các nước chư hầu, chủ yếu do thân tộc họ Lưu cai quản, được hưởng thế tập và đất phong rộng lớn, rất dễ phát sinh bạo loạn, điển hình như loạn bảy nước vào thời Hán Cảnh Đế (154 TCN). Đến đầu thời Hán Vũ Đế, đất đai chư hầu nước nào cũng có hơn ngàn dặm, liên kết với nhau, uy hiếp nghiêm trọng đến triều đình trung ương. Các chính sách trực tiếp cắt giảm đất đai của chư hầu cũng không phát huy tác dụng, như trường hợp của Tiều Thác dẫn đến loạn bảy nước. Do vậy Hán Vũ Đế cũng chú trọng đến việc cắt giảm thế lực của họ. Năm Nguyên Sóc thứ hai (128 TCN), Hán Vũ Đế dùng chính sách của Chủ Phụ Yển, ban Thôi ân lệnh. Theo như lệnh này, khi một chư hầu vương chết đi thì người con trai trưởng sẽ được thế tập tước vương, còn những người con trai khác cũng được phong tước hầu ở ngay trong lãnh thổ của chư hầu đó. Trên thực tế, các hầu quốc được phong không còn do vị chư hầu vương kia quản lý nữa mà sẽ được nhập vào các quận trực thuộc triều đình, cũng tương đương như một huyện. Từ đời này sang đời khác, đất đai của chư hầu vì thế cũng sẽ ngày một giảm đi, đến nỗi chư hầu vương nhiều lắm chỉ có mười thành, tiểu hầu quốc chỉ được chừng 10 dặm. Bởi vậy các cuộc nổi dậy của chư hầu không còn đáng ngại như trước nữa, điển hình như cuộc nổi dậy của Hoài Nam vương Lưu An năm 112 TCN nhanh chóng bị dập tắt.

#### Tôn nho thượng pháp
Khác với Văn Đế và Cảnh Đế, Hán Vũ Đế lại chủ trương tôn sùng Nho giáo chứ không phải là Đạo Giáo. Ngay sau khi lên ngôi, Hán Vũ Đế nghe theo ý kiến của Đổng Trọng Thư, chủ trương bãi truất Bách gia, độc tôn nho thuật. Vũ Đế quyết định rằng Đạo giáo không còn thích hợp cho Trung Quốc nữa, và chính thức tuyên bố Trung Quốc là một quốc gia Khổng giáo; tuy nhiên, giống như các vị vua trước đó, ông tổng hợp các biện pháp của Pháp gia với ý tưởng Khổng giáo. Sự công nhận chính thức đối với Khổng giáo này dẫn tới một hệ thống bổ nhiệm quan chức dân sự duy nhất, nhưng các ứng cử viên cũng bắt buộc phải thông hiểu các tác phẩm kinh điển của Khổng giáo (Tứ thư, Ngũ kinh) đối với hệ thống quan lại của đế quốc, yêu cầu này kéo dài tới tận khi nước Cộng hoà Trung Hoa được thành lập năm 1911. Các trí thức Khổng giáo có được ưu thế nổi bật khi họ là hạt nhân của hệ thống bổ nhiệm quan chức dân sự.

### Chính sách đối ngoại

#### Thiết lập quan hệ với Tây Vực

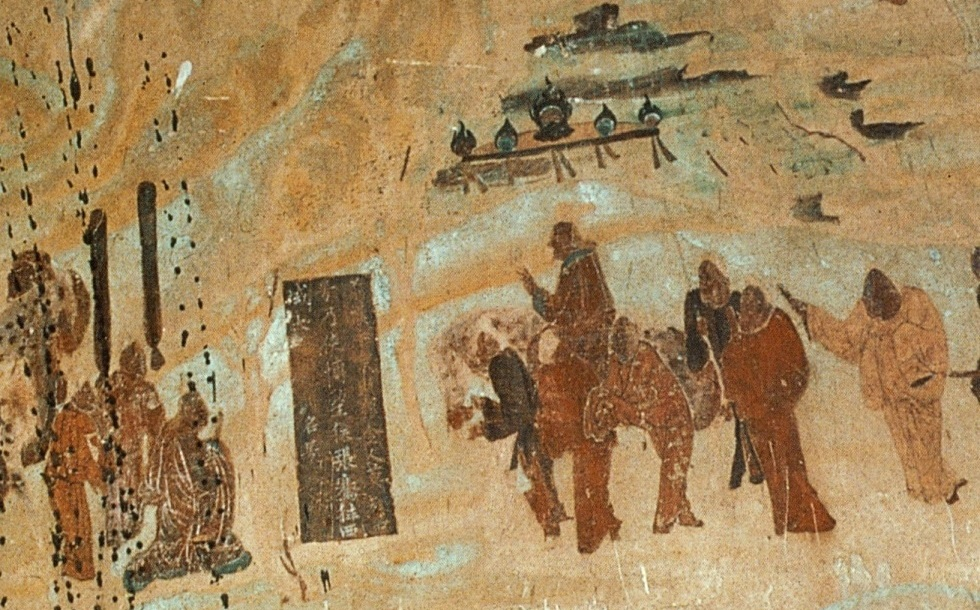
Trương Khiên đi sứ Tây Vực.

Vào thời cai trị của mình, Hán Vũ Đế chú trọng tới việc thiết lập quan hệ với Tây Vực. Sự việc ấy bắt đầu từ việc có tù binh Hung Nô khai rằng vua của nước Đại Nguyệt Chi bị Hung Nô chém đầu, dùng làm đồ đựng rượu. Triều đình tin lời ấy, muốn sai sứ đến Đại Nguyệt Chi đề nghị liên kết chống Hung Nô. Năm 138 TCN, Vũ đế cũng cử Trương Khiên dẫn đoàn sứ bộ đi về các vùng phía tây. Trong vòng mười mấy năm, Trương Khiên lần lượt sang các nước phía tây là Yên Kì, Quy Từ, Sơ Lặc, Đại Uyển và Đại Nguyệt Chi. Mặc dù việc liên kết ban đầu không thành công nhưng cũng đã nắm được tình hình ở Tây Vực, do đó Vũ Đế coi trọng Trương Khiên, phong cho chức Thái trung đại phu.
Năm 119 TCN, Hán Vũ Đế lại cử Trương Khiên đi sứ Tây Vực lần thứ hai, qua nước Ô Tôn đề nghị liên minh, được đón tiếp nồng hậu. Con đường mà Trương Khiên tìm ra, chính là "con đương Tơ Lụa" nổi tiếng, các thương nhân Đông – Tây đi lại buôn bán, nên người Trung Quốc mới biết đến ngựa Hãn Huyết, bồ đào, mục túc, thạch lựu, hồ đào, hồ ma,... Công lao của ông được Sử ký ca ngợi là "tạc không" (nghĩa là mở mang đường lối cho thông suốt).

#### Chiến tranh với Hung Nô

##### Phá vỡ hòa bình
Từ thời Hán Cao Tổ, do lo sợ thế lực của Hung Nô đang cường thịnh ở phía bắc, nhà Hán quyết định sử dụng chính sách hòa thân, cống nộp của cải và gả con gái cho Hung Nô để lấy lòng. Đến thời Văn Cảnh, nhà Hán phát triển lớn mạnh về chính trị, kinh tế và quân đội do đó Hán Vũ Đế quyết định phế bỏ chính sách hòa thân với Hung Nô và bắt đầu tiến hành chiến tranh. Ông phái Lý Quảng trấn giữ quận Yêu Tái, củng cố phòng bị ở phía bắc. Ngoài ra, việc kết giao với Tây Vực cũng là một bước quan trọng trong việc tìm liên minh cùng chống Hung Nô.
Năm 134 TCN, Hung Nô cử sứ thần sang Hán đề nghị hòa thân. Hán Vũ Đế thương nghị việc này với quần thần và cuối cùng quyết định đồng ý hòa thân theo lời Hàn An Quốc.
Năm 133 TCN, theo ý kiến của đại thần Vương Khôi, Hán Vũ Đế quyết định sử dụng chính sách lợi dụng tài vật để dẫn dụ Hung Nô ra quân trước, sai Lý Quảng làm Phiêu kị tướng quân, Công Tôn Hạ làm Kinh Xa tướng quân, Hàn An Quốc làm Hộ quân dẫn 30 vạn quân mai phục ở sơn cốc gần khu vực Mã Ấp, và Vương Khôi làm Tương Đồn tướng quân cùng Thái trung đại phu Lý Tức dẫn 3 vạn quân từ Đại Quận ra dụ địch. Nội gián của quân Hán là Niếp Nhất khuyên Quân Thần thiền vu có thể đem thủ hạ giết các quan cai trị ở Mã Ấp và chiếm hết tài vật trong thành này. Quân Thần ham mê tiền tài, nghe lời dụ dỗ của Niếp Nhất bèn đích thân dẫn 10 vạn quân Vũ Châu rồi phái sứ giả đến mưu hại quan cai trị ở Mã Ấp. Tuy nhiên việc này sau bị bại lộ nên thất bại. Hán Vũ Đế tức giận bèn tống giam Vương Khôi, sau ép tự sát. Từ đó hai nước tuyệt giao với nhau, hòa thân chấm dứt.

##### Vượt Nhạn Môn quan

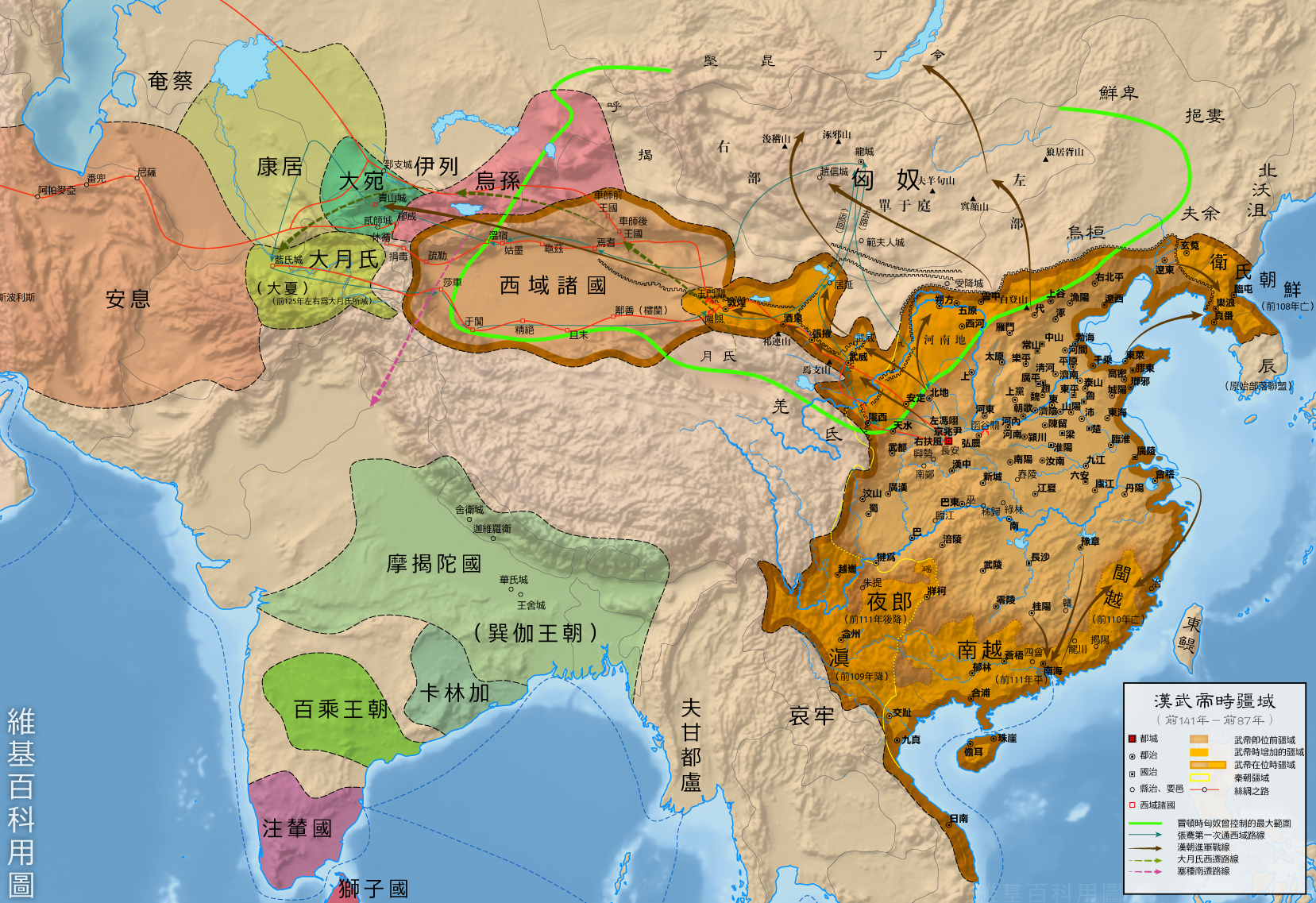
Lãnh thổ nhà Hán.

Năm 129 TCN, quân Hung Nô xâm lấn vào vùng Thượng Cốc của nhà Hán. Hán Vũ Đế bèn cử 4 vạn quân chia làm bốn đường, do Vệ Thanh, Công Tôn Hạ, Công Tôn Ngao và Lý Quảng chỉ huy ra chống, tuy nhiên rốt cục bị thiệt hại nặng nề và thất bại.
Sang năm 127 TCN, Hán Vũ Đế cử Vệ Thanh và Lý Tức ra Vân Trung, tiến thẳng đến vùng Phù Lý, đánh bại và tiêu diệt hai đạo quân Hung Nô do Bạch Dương Vương và Lâu Phiền Vương chỉ huy, chém và bắt sống hơn 1000 người, thu phục và sáp nhập vùng đất Hà Sáo của Hung Nô mà gần như không mất một binh sĩ nào, toàn quân khải hoàn trở về. Chiến thắng này đã góp phần giải quyết được mối đe dọa đối của Hung Nô với kinh đô Trường An. Tại vùng Hà Sáu, nhà Hán cho thiết lập quận Sóc Phương. Năm sau, Hán Vũ Đế lại sai Tô Kiến đem theo 10 vạn người tu bổ Trường Thành để ngăn chặn Hung Nô.
Năm 121 TCN, Hán Vũ Đế muốn thực hiện kế hoạch đánh chiếm khu vực Hà Tây của Hung Nô để làm bàn đạp tiến công lên phía bắc để đẩy quân Hung Nô ra khỏi Trung Nguyên. Ông cử Hoắc Khứ Bệnh đem quân lên phía bắc. Ông chỉ huy một đội kỵ binh nhẹ gồm 1 vạn phiêu kị quân tiến về phía tây của Lũng Tây và trong vòng 6 ngày đã tiến sâu vào 1000 dặm qua 5 tiểu quốc của Hung Nô, giết 9000 quân Hung Nô và bắt được hơn 1000 người.
Sang mùa hè năm đó, Hoắc Khứ Bệnh lại vượt sa mạc và giao tranh với quân Hung Nô trên núi. Quân Hán nhanh chóng nắm ưu thế, tiêu diệt hơn 30000 quân Hung Nô, nhưng cũng bị tổn thất 2800 người, buộc Hung Nô đầu hàng. Nhà Hán chiếm được nhiều đất đai của Hung Nô và thành lập quận huyện ở đó.
Sang mùa xuân năm 119 TCN, Hán Vũ Đế lại cử Vệ Thanh cùng Hoắc Khứ Bệnh mỗi người dẫn 5 vạn kị quân thành hai đường đánh Hung Nô, lại cho hơn 14 vạn ngựa chiến và 50 vạn bộ tốt và hậu cần tiến về sa mạc Gobi. Quân Hán tiến vào Đại Quận, đánh bại quân của Tả Hiền Vương, buộc ông này phải đem 4 vạn quân đầu hàng nhà Hán. Sau đó Vệ Hoắc mỗi người chia quân theo hai phía đông-tây, cánh của Hoắc Khứ Bệnh tiến đánh Đại quận, còn cánh của Vệ Thanh đi về phía đông, thu phục Định Tương. Quân Hán giành được thắng lợi, tiêu diệt 8-9 vạn quân Hung Nô, bắt được Tả Hiền Vương và 86 quý tộc.

##### Xử tội Lý Lăng và Tư Mã Thiên
Sau trận mạc bắc, quân Hán cơ bản đã giải quyết xong nạn uy hiếp của Hung Nô. Tuy nhiên hai bên vẫn tiếp tục xảy ra xung đột. Vào năm 115 TCN, người Hán tiếp tục lấn át và lập huyện trên đất Hung Nô. Sang năm 112 TCN, Hung Nô liên kết với người Khương tiến công vào quân Ngũ Nguyên, giết chết quan thái thú ở đó. Để đối phó, sang năm 111 TCN, Hán Vũ Đế cho 18 vạn quân đi về phía bắc để gây sức ép với Hung Nô.
Năm 99 TCN, tướng quân Lý Quảng Lợi được lệnh đem 300000 quân lên phía bắc, giao chiến với Hữu hiền vương của Hung Nô ở Kỳ Liên Sơn. Một tướng khác là Lý Lăng đem quân bộ cùng năm nghìn người thiện xạ qua phía Bắc Cư Duyên chừng hơn nghìn dặm.
5000 quân của Lăng bị 80000 quân Hung Nô bao vây. Trước tình thế tuyệt vọng, tên bắn đã hết, lính chết quá nửa, nhưng giết hại quân Hung Nô cũng hơn vạn người, sau đó Lý Lăng vừa rút lui vừa đánh tám ngày liền. Nhưng trên đường về thì lại bị quân Hung Nô chặn đứt lối đường. Quân Lăng thiếu ăn mà cứu binh không tới. Lý Lăng bất đắc dĩ phải đầu hàng Hung Nô. Hán Vũ Đế nghe tin, giết mẹ và vợ con Lăng. Quan thái sử Tư Mã Thiên ra sức can ngăn nên bị bỏ ngục và bị cung hình (thiến).

##### Giảng hòa, tái lập hòa bình
Sang năm 90 TCN, Lý Quảng Lợi lại đem quân chinh phạt vùng Ngũ Nguyên. Tuy nhiên cùng lúc ở kinh thành, Hán Vũ Đế nghi ngờ ông ta có âm mưu lập Xương Ấp vương làm thái tử nên bỏ ngục vợ ông ta. Lý Quảng Lợi mất tinh thần, nên không thể địch lại Hung Nô. Quân Hán thiệt hại nặng, thương vong hơn 10000 người. Tư trị thông giám cũng lên tiếng chê trách việc làm này của Hán Vũ Đế.
Sau thất bại này, Hán Vũ Đế đành phải hạ cố tạ tội với Hung Nô và bị Hung Nô ép phải cống nạp cho mình 10000 thạch mễ tửu, 5000 hộc lương thực.

#### Tiêu diệt Nam Việt
Đất Nam Việt nguyên trước thuộc nhà Tần, được chia làm ba quận Nam Hải, Quế Lâm và Tượng. Khi nhà Tần suy yếu, thủ lĩnh cát cứ ở đó là Triệu Đà nổi dậy lập ra nước Nam Việt. Khi nhà Hán thành lập thì Triệu Đà dâng cống xin quy phục, nhưng trong nước vẫn dùng đế hiệu và không hoàn toàn phụ thuộc vào Trung Quốc. Năm 112 TCN, Hán Vũ Đế cử sứ An Quốc Thiếu Quý sang Nam Việt dụ vua và thái hậu vào chầu. Trước kia, thái hậu từng thông dâm với An Quốc Thiếu Quý nên đồng ý với yêu cầu này. Tể tướng Lữ Gia bất bình, đem quân vào cung giết hại vua và thái hậu và sứ giả của Hán.
Sau đó Lữ Gia đem quân phá Hàn Thiên Thu. Hán Vũ Đế tức giận, sai Phục ba tướng quân Lộ Bác Đức xuất phát từ Quế Dương, Lâu thuyền tướng quân Dương Bộc xuất phát từ Dự Chương, Qua Thuyền tướng quân Nghiêm xuất phát từ Linh Lăng, Hạ lại tướng quân Giáp đem quân xuống Thương Ngô, Trì Nghĩa hầu Quý đem quân Dạ Lang xuống sông Tường Kha, hội ở Phiên Ngung là kinh đô Nam Việt.
Mùa đông năm 111 TCN, Hán Vũ Đế lại cử Dương Bộc đem 9000 tinh binh hãm Tầm Hiệp, phá Thạch Môn lấy được thuyền thóc của quân Triệu, kéo luôn cả các thuyền ấy đi, đem mấy vạn người đợi Lộ Bác Đức. Bác Đức cùng Bộc hội quân tiến đến Phiên Ngung, đánh bại quân Triệu và phóng lửa đốt thành. Quân trong thành đầu hàng. Lữ Gia và vua Triệu bỏ chạy, bị bắt được giết chết. Các xứ ở Nam Việt đều xin hàng. Nhà Hán chiếm xong Nam Việt, lập ra bảy quận trên đất ấy và đất Dạ Lang.

#### Tiêu diệt Dạ Lang
Ở phía tây nam nhà Hán thời đó có tồn tại một quốc gia tên gọi là Dạ Lang, chiếm một phần tỉnh Quảng Tây và phần lớn tỉnh Quý Châu hiện nay. Nước Dạ Lang giáp quận Ba Thục và một mặt thì giáp hồ Động Đình, về phía tây giáp nước Điền của người Lô Lô miền Tây tỉnh Vân Nam bấy giờ, phía đông hồ Vân Nam, từng phồn thịnh hàng trăm năm trên cao nguyên Quý Châu. Theo Sử ký, trong các bộ tộc Tây Nam, Dạ Lang có thế lực hùng mạnh nhất, có 100 nghìn lực lượng tinh nhuệ, tàu bè của người Dạ Lang đi lại trên mặt sông, quanh cảnh hết sức tấp nập. Lúc đó Đại Hán thống trị phần lớn khu vực Trung Nguyên, Dạ Lang nằm trong miền núi xa xôi hẻo lánh.
Hán Vũ Đế muốn chinh phục vùng Dạ Lang để mở rộng lãnh thổ. Năm 136 TCN ông cử Đường Mông làm Lang trung tướng dẫn 1000 binh sĩ và mấy vạn dân đem theo lương thực và công cụ sản xuất xuất phát từ Ba quận vượt qua Phù Quan đến Dạ Lang. Đường Mông ban tặng của cải để vua Dạ Lang và phô trương uy thế khiến Dạ Lang khiếp sợ, cho phép Đường Mông đặt cơ quan quản lý ở đó và cử con trai Dạ Lang hầu làm Lệnh (tương đương huyện lệnh).
Năm 130 TCN Hán Vũ Đế ra lệnh đặt thành lập quận ở Dạ Lang và chọn Bậc đạo tây nam  làm quận lỵ rồi phát động quân sĩ 2 quận Ba Thục tiến hành việc mở đường từ Bậc đạo thông đến sông Tường Kha. Người đất Thục là Tư Mã Tương Như lại dâng thư yêu cầu đặt quận huyện tại Cùng , Trách  thuộc Tây Di. Tư Mã Tương Như được Vũ đế cử làm Trung lang tướng. Tư Mã Tương Như tuyên truyền với các thủ lĩnh dân tộc thiểu số tại địa phương được họ đồng ý cho nhà Hán đặt tại khu vực đó mười mấy huyện và 1 đô úy trực thuộc Thục quận.
Về sau, Hán Vũ Đế còn cho 8 hiệu úy chỉ huy các tội nhân tấn công Thả Lan  giết chết mấy vạn người, đặt tại khu vực Nam Di này quận Tường Kha. Cuối cùng năm 111 TCN, Dạ Lang chính thức quy phục nhà Hán, Hán Vũ Đế lập ra quận Kiện Vi trên đất Dạ Lang cũ.

#### Xâm lược Cổ Triều Tiên
Dưới thời nhà Chu và nhà Hán, ở bán đảo Triều Tiên đã thành lập một quốc gia riêng, gọi là Vệ Thị Triều Tiên. Dưới thời trị vì của mình, Hán Vũ Đế cũng có ý định mở rộng lãnh thổ tới miền đất này. Năm 109 TCN, ông cử quân đánh Vệ Thị Triều Tiên và tiêu diệt được quốc gia này vào năm 108 TCN. Tại bán đảo Triều Tiên, nhà Hán cho thành lập bốn quận là Lạc Lãng, Chân Phiên, Lâm Đồn và Huyền Thổ.

## Hậu cung và những năm cuối đời

### Thay ngôi Hoàng hậu
Hán Vũ Đế đăng cơ, lập con gái của người cô Quán Đào công chúa là Trần thị làm Hoàng hậu. Thời gian đầu sủng ái vì bà là nguyên phối từ khi còn chưa trưởng thành, nhưng phần lớn vì cả nể mẹ bà, Quán Đào công chúa đã có ơn đưa Vũ Đế lên ngôi Thái tử. Về sau Trần Hoàng hậu không có con, thường hay đố kị phi tần nên tình cảm Đế-Hậu ngày càng phai nhạt. Năm 139 TCN, trong dịp tới thăm phủ Bình Dương công chúa, Vũ Đế gặp được nhạc kỹ tên Vệ Tử Phu, hết mực sủng ái, đưa về cung lập làm Phu nhân, từ đó không ngó ngàng đến Trần hoàng hậu. Vệ Phu nhân lần lượt sinh 3 công chúa nên đắc sủng nhất hậu cung, Vũ Đế còn trọng dụng nhiều người trong gia tộc họ Vệ khiến Trần hậu tức giận. Để đối phó, Trần Hoàng hậu bỏ nhiều tiền để tìm phương thuốc có con, còn gọi người đồng cốt là Sở Phục (楚服) vào cung để sử dụng tà thuật, đồng thời lại có hành vi bất chính với nhau (lời đồn rằng là quan hệ đồng tính luyến ái nữ).
Năm 130 TCN, chuyện Trần hậu và Sở Phục bị phát giác. Vũ Đế lập tức định tội bà, giao cho Trương Thang điều tra. Cuối cùng, Trần Hoàng hậu bị giam vào Trường Môn cung, còn Sở Phục và hơn 300 người bị xử tử. Sau đó Hán Vũ Đế lập Vệ phu nhân lên làm Hoàng hậu. Những thành viên trong nhà Vệ Hoàng hậu cũng được vinh sủng như Vệ Trường Quân, Vệ Thanh, Hoắc Khứ Bệnh..., trở thành một thế lực ngoại thích trong triều.

### Tìm thuốc trường sinh
Cuối đời, Hán Vũ Đế sa vào hưởng lạc, xây cất nhiều cung điện và tin vào chuyện mê tín. Ông có cố gắng tìm thuốc tiên để trường sinh bất lão. Ông gả con gái cho phương sĩ Dịch Đại, phong làm tướng quân và tước hầu, giao cho 10 vạn cân vàng để tìm thuốc tiên. Vì Dịch Đại tìm mãi không ra thuốc tiên nên bị Vũ Đế giết chết.

### Thay ngôi Thái tử
Năm Chính Hòa nguyên niên (92 TCN), Vu cổ chi họa (巫蠱之禍) trứ danh trong lịch sử nhà Hán xảy ra. Khi đó, vợ của thừa tướng Công Tôn Hạ (公孫賀) sử dụng thuật vu cổ bị phát giác, cả nhà Công Tôn bị giết hại. Ngoài ra, những thành viên trong thân tộc họ Lưu cũng bị liên lụy, trong đó có Dương Thạch công chúa (陽石公主) và Chư Ấp công chúa (诸邑公主) là con gái của Vệ hoàng hậu. Hán Vũ Đế sau đó quyết định mở rộng việc điều tra, giao việc này cho sủng thần Giang Sung và Án Đạo hầu Hàn Thuyết (韓說), vì trước đó Giang Sung nói có cổ khí ở trong cung. Giang Sung vốn có hiềm khích với Thái tử Lưu Cứ, nên muốn nhân việc này giá họa cho Thái tử.
Tháng 7 năm 91 TCN, Giang Sung tìm đến cung của Vệ hoàng hậu và Lưu Cứ, rao lên rằng có bùa yểm. Thái tử sợ Giang Sung hại mẹ con mình, bèn nghe theo lời Thái phó Thạch Đức (石德), giả lệnh bắt Sung và mang quân chiếm cứ các vị trí trọng yếu trong kinh thành Tràng An. Hán Vũ Đế đang dưỡng bệnh ở Cam Tuyền cung (甘泉宫), nghe tin Thái tử làm loạn bèn sai thừa tướng Lưu Khuất Li (劉屈氂) đem quân bắt Thái tử, đồng thời sai Tông chính Lưu Trường Lạc (劉長樂) và Chấp kim ngô Lưu Cảm Phụng (劉敢奉) đến Tiêu Phòng điện tịch thu tỉ thụ của Vệ hoàng hậu, khiến bà vừa thẹn vừa giận nên đã tự tử. Thái tử Lưu Cứ thua cuộc, nghe tin mẹ chết nên tự vẫn theo. Ngoài ra còn có 3 hoàng tử và 1 công chúa khác bị xử tử vì có liên quan. Không lâu sau, thừa tướng Lưu Khuất Li cũng bị cho là dính dáng tới vụ yểm bùa nên bị giết.
Cuối cùng, Hán Vũ Đế tỉnh ngộ ra rằng những vụ yểm bùa phần nhiều do Giang Sung bày đặt ra, nên bắt giết cả nhà Giang Sung. Vì ân hận và thương nhớ Thái tử, Hán Vũ Đế cho xây Tư tử cung (思子宮; nhớ con).
Sau cái chết của Thái tử Lưu Cứ, người con thứ của Vũ Đế là Yên vương Lưu Đán dâng thư xin vào cung làm Túc vệ. Hán Vũ Đế biết ý đồ của Lưu Đán nên từ đó không tin tưởng đứa con này nữa.

### Qua đời
Sau Án Vu cổ, Hán Vũ Đế lập con trai út Lưu Phất Lăng làm Thái tử, đồng thời bắt mẹ của Phất Lăng là Câu Dặc phu nhân Triệu thị phải chết, vì lo sợ Phất Lăng còn nhỏ thì bà ta sẽ thành Thái hậu, vượt quá bổn phận. Vũ Đế có ý định giao con trai cho Hoắc Quang sau khi mình qua đời. Năm 88 TCN, ông sai họa sư làm bức vẽ "Chu công bối Thành Vương triều chư hầu đồ" (周公背成王朝诸侯图), trao cho Hoắc Quang với ý định nhờ ông ta phụ tá cho Phất Lăng.
Năm 87 TCN, tháng hai, Hán Vũ Đế lâm bệnh nặng. Trước lúc chết, ông hạ chiếu phó thác việc nước cho các trọng thần: Hoắc Quang làm Đại tư mã, Đại tướng quân Kim Nhật Đê làm Xa Kị tướng quân, thái phó Thượng Quan Kiệt (上官桀) làm Tả tướng quân, đô úy Tang Hoằng Dương làm Ngự sử đại phu.
Ngày hôm sau, Hán Vũ Đế qua đời ở Ngũ Tạc cung (五柞宮), hưởng thọ 70 tuổi, được tôn miếu hiệu là Thế Tông (世宗), thụy hiệu là Hiếu Vũ Hoàng đế (孝武皇帝). Ông là vị quân vương ở ngôi lâu nhất và thọ nhất nhà Tây Hán.
Vũ Đế băng, Thái tử Lưu Phất Lăng lên ngôi, tức là Hán Chiêu Đế. Tân đế mới tuổi còn nhỏ, được Đại Tư Mã Hoắc Quang giúp sức, tiếp tục sự phồn thịnh của nhà Tây Hán qua 2 đời Chiêu Đế (87 TCN - 74 TCN), Tuyên Đế (74 TCN - 49 TCN).

## Niên hiệu
Trong 54 năm ở ngôi, Hán Vũ Đế đặt 11 niên hiệu. Điều đáng chú ý là 6 niên hiệu đầu được ông đều đặn đổi 6 năm 1 lần; 4 niên hiệu sau đó đổi đều đặn 4 năm 1 lần; niên hiệu cuối cùng được 2 năm thì ông qua đời:
- Kiến Nguyên (建元; 140 - 135 TCN)
- Nguyên Quang (元光; 134 - 129 TCN)
- Nguyên Sóc (元朔; 128-123 TCN)
- Nguyên Thú (元狩; 122 - 117 TCN)
- Nguyên Đỉnh (元鼎; 116 - 111 TCN)
- Nguyên Phong (元封; 110 - 105 TCN)
- Thái Sơ (太初; 104 - 101 TCN)
- Thiên Hán (天漢; 100 - 97 TCN)
- Thái Thủy (太始; 96 - 93 TCN)
- Chính Hòa (征和; 92 - 89 TCN)
- Hậu Nguyên (後元; 88 - 87 TCN)

## Đánh giá

### Mặt tích cực
Hán Vũ Đế được đánh giá là một Hoàng đế vĩ đại của nhà Hán và Trung Quốc. Những việc làm của Hán Vũ Đế trong thời gian làm vua được nhiều người biết đến. Dưới thời của ông, đế chế Hán đã được mở rộng gấp đôi, và nhiều chính sách của ông có ảnh hưởng to lớn đến sự phát triển của Trung Quốc về sau này. Trong khi đó trong lĩnh vực văn hóa, ông cũng ban hành nhiều chính sách giúp phát triển nền văn hóa trong nước như chế độ sát cử, nhạc phủ, tôn sùng nho giáo...
Theo Sử Trung Quốc (1997) của Nguyễn Hiến Lê, triều đại ông được xem là triều đại rực rỡ nhất của nhà Hán: uy quyền được củng cố, trong nước bình trị, bờ cõi được mở rộng, thương mại thịnh vượng nhờ khuếch trương, giao thiệp với các lân bang (nhất là Tây Vực) và văn học cũng phát triển.
Ngoài ra Hán Vũ Đế cũng là một người yêu thích văn học. Ông từng sáng tác nhiều bài thơ, một số còn lưu truyền tới nay như Hồ tử ca, Thiên mã ca, Điệu Lý phu nhân phú...

### Mặt tiêu cực
Tư trị thông giám, quyển sách được viết bởi Tư Mã Quang thời nhà Tống đánh giá Hán Vũ Đế là một người xa xỉ, ngông cuồng tự đại, mê tín và chỉ trích các chính sách của ông gây nhiều hậu quả tai hại cho đất nước, thậm chí còn so sánh ông với vị bạo chúa Tần Thủy Hoàng. Khác với cha ông, Hán Vũ Đế dùng hình phạt cực kì nghiêm khắc và không khoan dung ngay cả đối với những người thuộc thân tộc của mình, như vụ án của Hoài Nam vương, Trần Hoàng hậu và thái tử Lưu Cứ, Lý Quảng Lợi...
Về chính sách kinh tế của ông, trong sách La civilisation Chinoise (Albin Michael, 1948), có lời nhận định:
| “               | Chính sách đó thật cách mạng, nếu Võ đế có tinh thần kiên trì thì ông... đã tạo nên quốc gia Trung Hoa trong một xã hội mới rồi... Nhưng ông chỉ biết nhìn cái lợi trước mắt, làm cái gì gấp nhất, dùng những phương tiện để giải quyết từng lúc một, xong rồi lại bỏ đi, chỉ dùng những người mới một thời gian, hễ họ thành công, uy tín tăng lên có thể lấn át ông được là ông hi sinh họ liền. Tính đa nghi của một ông vua chuyên chế, óc thiển cận của bọn quan lại lập pháp tại triều khiến cho Trung Hoa bỏ lỡ cơ hội hiếm nhất đó. | ” |
| — Marcel Granet | |   |

## Trong điện ảnh
Hán Vũ Đế, một trong những vị hoàng đế nổi bật nhất của Trung Quốc, xuất hiện trong rất nhiều bộ phim Trung Quốc, điển hình như:
- Hán Vũ Đại Đế
- Đại Hán Thiên tử
- Đại Hán hiền hậu Vệ Tử Phu

## Gia đình
|  |  |  |  |  |  |  |  |                                     |                                     |                                     |                                     |                                     |                                     |  |  |  |  |                                    |                                    |                                    |                                    | 1 Hán Cao Tổ ?-195TCN 256-195TCN   |                                    |  |  |  |  |                                    |                                    |                                    |                                    |                                    |                                    |  |  |  |  |                                         |                                         |                                         |                                         |                                         |                                         |  |  |  |  |                                        |                                        |                                        |                                        |                                        |                                        |  |  |  |  |  |  |  |  |  |  |  |  |  |  |  |  |  |  |  |  |  |  |  |  |
|  |  |  |  |  |  |  |  |                                     |                                     |                                     |                                     |                                     |                                     |  |  |  |  |                                    |                                    |                                    |                                    |                                    |                                    |  |  |  |  |                                    |                                    |                                    |                                    |                                    |                                    |  |  |  |  |                                         |                                         |                                         |                                         |                                         |                                         |  |  |  |  |                                        |                                        |                                        |                                        |                                        |                                        |  |  |  |  |  |  |  |  |  |  |  |  |  |  |  |  |  |  |  |  |  |  |  |  |
|  |  |  |  |  |  |  |  |                                     |                                     |                                     |                                     |                                     |                                     |  |  |  |  |                                    |                                    |                                    |                                    |                                    |                                    |  |  |  |  |                                    |                                    |                                    |                                    |                                    |                                    |  |  |  |  |                                         |                                         |                                         |                                         |                                         |                                         |  |  |  |  |                                        |                                        |                                        |                                        |                                        |                                        |  |  |  |  |  |  |  |  |  |  |  |  |  |  |  |  |  |  |  |  |  |  |  |  |
|  |  |  |  |  |  |  |  | 5 Hán Văn Đế 180-157TCN 202–157TCN  | 5 Hán Văn Đế 180-157TCN 202–157TCN  | 5 Hán Văn Đế 180-157TCN 202–157TCN  | 5 Hán Văn Đế 180-157TCN 202–157TCN  | 5 Hán Văn Đế 180-157TCN 202–157TCN  | 5 Hán Văn Đế 180-157TCN 202–157TCN  |  |  |  |  | Lưu Cứ                             | Lưu Cứ                             | Lưu Cứ                             | Lưu Cứ                             | Lưu Cứ                             | Lưu Cứ                             |  |  |  |  | Lưu Bác                            | Lưu Bác                            | Lưu Bác                            | Lưu Bác                            | Lưu Bác                            | Lưu Bác                            |  |  |  |  | 2 Hán Huệ Đế 194-188TCN 210–188TCN      | 2 Hán Huệ Đế 194-188TCN 210–188TCN      | 2 Hán Huệ Đế 194-188TCN 210–188TCN      | 2 Hán Huệ Đế 194-188TCN 210–188TCN      | 2 Hán Huệ Đế 194-188TCN 210–188TCN      | 2 Hán Huệ Đế 194-188TCN 210–188TCN      |  |  |  |  |                                        |                                        |                                        |                                        |                                        |                                        |  |  |  |  |  |  |  |  |  |  |  |  |  |  |  |  |  |  |  |  |  |  |  |  |
|  |  |  |  |  |  |  |  | 5 Hán Văn Đế 180-157TCN 202–157TCN  | 5 Hán Văn Đế 180-157TCN 202–157TCN  | 5 Hán Văn Đế 180-157TCN 202–157TCN  | 5 Hán Văn Đế 180-157TCN 202–157TCN  | 5 Hán Văn Đế 180-157TCN 202–157TCN  | 5 Hán Văn Đế 180-157TCN 202–157TCN  |  |  |  |  | Lưu Cứ                             | Lưu Cứ                             | Lưu Cứ                             | Lưu Cứ                             | Lưu Cứ                             | Lưu Cứ                             |  |  |  |  | Lưu Bác                            | Lưu Bác                            | Lưu Bác                            | Lưu Bác                            | Lưu Bác                            | Lưu Bác                            |  |  |  |  | 2 Hán Huệ Đế 194-188TCN 210–188TCN      | 2 Hán Huệ Đế 194-188TCN 210–188TCN      | 2 Hán Huệ Đế 194-188TCN 210–188TCN      | 2 Hán Huệ Đế 194-188TCN 210–188TCN      | 2 Hán Huệ Đế 194-188TCN 210–188TCN      | 2 Hán Huệ Đế 194-188TCN 210–188TCN      |  |  |  |  |                                        |                                        |                                        |                                        |                                        |                                        |  |  |  |  |  |  |  |  |  |  |  |  |  |  |  |  |  |  |  |  |  |  |  |  |
|  |  |  |  |  |  |  |  |                                     |                                     |                                     |                                     |                                     |                                     |  |  |  |  |                                    |                                    |                                    |                                    |                                    |                                    |  |  |  |  |                                    |                                    |                                    |                                    |                                    |                                    |  |  |  |  |                                         |                                         |                                         |                                         |                                         |                                         |  |  |  |  |                                        |                                        |                                        |                                        |                                        |                                        |  |  |  |  |  |  |  |  |  |  |  |  |  |  |  |  |  |  |  |  |  |  |  |  |
|  |  |  |  |  |  |  |  | 6 Hán Cảnh Đế 157-141TCN 188–141TCN | 6 Hán Cảnh Đế 157-141TCN 188–141TCN | 6 Hán Cảnh Đế 157-141TCN 188–141TCN | 6 Hán Cảnh Đế 157-141TCN 188–141TCN | 6 Hán Cảnh Đế 157-141TCN 188–141TCN | 6 Hán Cảnh Đế 157-141TCN 188–141TCN |  |  |  |  | Lưu Tiến                           | Lưu Tiến                           | Lưu Tiến                           | Lưu Tiến                           | Lưu Tiến                           | Lưu Tiến                           |  |  |  |  | 9 Xương Ấp Vương 74-74TCN 92-59TCN | 9 Xương Ấp Vương 74-74TCN 92-59TCN | 9 Xương Ấp Vương 74-74TCN 92-59TCN | 9 Xương Ấp Vương 74-74TCN 92-59TCN | 9 Xương Ấp Vương 74-74TCN 92-59TCN | 9 Xương Ấp Vương 74-74TCN 92-59TCN |  |  |  |  | 3 Hán Tiền Thiếu Đế 188-184TCN ?–184TCN | 3 Hán Tiền Thiếu Đế 188-184TCN ?–184TCN | 3 Hán Tiền Thiếu Đế 188-184TCN ?–184TCN | 3 Hán Tiền Thiếu Đế 188-184TCN ?–184TCN | 3 Hán Tiền Thiếu Đế 188-184TCN ?–184TCN | 3 Hán Tiền Thiếu Đế 188-184TCN ?–184TCN |  |  |  |  | 4 Hán Hậu Thiếu Đế 184-180TCN ?–180TCN | 4 Hán Hậu Thiếu Đế 184-180TCN ?–180TCN | 4 Hán Hậu Thiếu Đế 184-180TCN ?–180TCN | 4 Hán Hậu Thiếu Đế 184-180TCN ?–180TCN | 4 Hán Hậu Thiếu Đế 184-180TCN ?–180TCN | 4 Hán Hậu Thiếu Đế 184-180TCN ?–180TCN |  |  |  |  |  |  |  |  |  |  |  |  |  |  |  |  |  |  |  |  |  |  |  |  |
|  |  |  |  |  |  |  |  | 6 Hán Cảnh Đế 157-141TCN 188–141TCN | 6 Hán Cảnh Đế 157-141TCN 188–141TCN | 6 Hán Cảnh Đế 157-141TCN 188–141TCN | 6 Hán Cảnh Đế 157-141TCN 188–141TCN | 6 Hán Cảnh Đế 157-141TCN 188–141TCN | 6 Hán Cảnh Đế 157-141TCN 188–141TCN |  |  |  |  | Lưu Tiến                           | Lưu Tiến                           | Lưu Tiến                           | Lưu Tiến                           | Lưu Tiến                           | Lưu Tiến                           |  |  |  |  | 9 Xương Ấp Vương 74-74TCN 92-59TCN | 9 Xương Ấp Vương 74-74TCN 92-59TCN | 9 Xương Ấp Vương 74-74TCN 92-59TCN | 9 Xương Ấp Vương 74-74TCN 92-59TCN | 9 Xương Ấp Vương 74-74TCN 92-59TCN | 9 Xương Ấp Vương 74-74TCN 92-59TCN |  |  |  |  | 3 Hán Tiền Thiếu Đế 188-184TCN ?–184TCN | 3 Hán Tiền Thiếu Đế 188-184TCN ?–184TCN | 3 Hán Tiền Thiếu Đế 188-184TCN ?–184TCN | 3 Hán Tiền Thiếu Đế 188-184TCN ?–184TCN | 3 Hán Tiền Thiếu Đế 188-184TCN ?–184TCN | 3 Hán Tiền Thiếu Đế 188-184TCN ?–184TCN |  |  |  |  | 4 Hán Hậu Thiếu Đế 184-180TCN ?–180TCN | 4 Hán Hậu Thiếu Đế 184-180TCN ?–180TCN | 4 Hán Hậu Thiếu Đế 184-180TCN ?–180TCN | 4 Hán Hậu Thiếu Đế 184-180TCN ?–180TCN | 4 Hán Hậu Thiếu Đế 184-180TCN ?–180TCN | 4 Hán Hậu Thiếu Đế 184-180TCN ?–180TCN |  |  |  |  |  |  |  |  |  |  |  |  |  |  |  |  |  |  |  |  |  |  |  |  |
|  |  |  |  |  |  |  |  | 7 Hán Vũ Đế 140-87TCN 156-87TCN     | 7 Hán Vũ Đế 140-87TCN 156-87TCN     | 7 Hán Vũ Đế 140-87TCN 156-87TCN     | 7 Hán Vũ Đế 140-87TCN 156-87TCN     | 7 Hán Vũ Đế 140-87TCN 156-87TCN     | 7 Hán Vũ Đế 140-87TCN 156-87TCN     |  |  |  |  | 10 Hán Tuyên Đế 74-49TCN 91-49TCN  | 10 Hán Tuyên Đế 74-49TCN 91-49TCN  | 10 Hán Tuyên Đế 74-49TCN 91-49TCN  | 10 Hán Tuyên Đế 74-49TCN 91-49TCN  | 10 Hán Tuyên Đế 74-49TCN 91-49TCN  | 10 Hán Tuyên Đế 74-49TCN 91-49TCN  |  |  |  |  |                                    |                                    |                                    |                                    |                                    |                                    |  |  |  |  |                                         |                                         |                                         |                                         |                                         |                                         |  |  |  |  |                                        |                                        |                                        |                                        |                                        |                                        |  |  |  |  |  |  |  |  |  |  |  |  |  |  |  |  |  |  |  |  |  |  |  |  |
|  |  |  |  |  |  |  |  | 7 Hán Vũ Đế 140-87TCN 156-87TCN     | 7 Hán Vũ Đế 140-87TCN 156-87TCN     | 7 Hán Vũ Đế 140-87TCN 156-87TCN     | 7 Hán Vũ Đế 140-87TCN 156-87TCN     | 7 Hán Vũ Đế 140-87TCN 156-87TCN     | 7 Hán Vũ Đế 140-87TCN 156-87TCN     |  |  |  |  | 10 Hán Tuyên Đế 74-49TCN 91-49TCN  | 10 Hán Tuyên Đế 74-49TCN 91-49TCN  | 10 Hán Tuyên Đế 74-49TCN 91-49TCN  | 10 Hán Tuyên Đế 74-49TCN 91-49TCN  | 10 Hán Tuyên Đế 74-49TCN 91-49TCN  | 10 Hán Tuyên Đế 74-49TCN 91-49TCN  |  |  |  |  |                                    |                                    |                                    |                                    |                                    |                                    |  |  |  |  |                                         |                                         |                                         |                                         |                                         |                                         |  |  |  |  |                                        |                                        |                                        |                                        |                                        |                                        |  |  |  |  |  |  |  |  |  |  |  |  |  |  |  |  |  |  |  |  |  |  |  |  |
|  |  |  |  |  |  |  |  | 8 Hán Chiêu Đế 95–74TCN 87-74TCN    | 8 Hán Chiêu Đế 95–74TCN 87-74TCN    | 8 Hán Chiêu Đế 95–74TCN 87-74TCN    | 8 Hán Chiêu Đế 95–74TCN 87-74TCN    | 8 Hán Chiêu Đế 95–74TCN 87-74TCN    | 8 Hán Chiêu Đế 95–74TCN 87-74TCN    |  |  |  |  | 11 Hán Nguyên Đế 49-33TCN 76–33TCN | 11 Hán Nguyên Đế 49-33TCN 76–33TCN | 11 Hán Nguyên Đế 49-33TCN 76–33TCN | 11 Hán Nguyên Đế 49-33TCN 76–33TCN | 11 Hán Nguyên Đế 49-33TCN 76–33TCN | 11 Hán Nguyên Đế 49-33TCN 76–33TCN |  |  |  |  |                                    |                                    |                                    |                                    |                                    |                                    |  |  |  |  |                                         |                                         |                                         |                                         |                                         |                                         |  |  |  |  |                                        |                                        |                                        |                                        |                                        |                                        |  |  |  |  |  |  |  |  |  |  |  |  |  |  |  |  |  |  |  |  |  |  |  |  |
|  |  |  |  |  |  |  |  | 8 Hán Chiêu Đế 95–74TCN 87-74TCN    | 8 Hán Chiêu Đế 95–74TCN 87-74TCN    | 8 Hán Chiêu Đế 95–74TCN 87-74TCN    | 8 Hán Chiêu Đế 95–74TCN 87-74TCN    | 8 Hán Chiêu Đế 95–74TCN 87-74TCN    | 8 Hán Chiêu Đế 95–74TCN 87-74TCN    |  |  |  |  | 11 Hán Nguyên Đế 49-33TCN 76–33TCN | 11 Hán Nguyên Đế 49-33TCN 76–33TCN | 11 Hán Nguyên Đế 49-33TCN 76–33TCN | 11 Hán Nguyên Đế 49-33TCN 76–33TCN | 11 Hán Nguyên Đế 49-33TCN 76–33TCN | 11 Hán Nguyên Đế 49-33TCN 76–33TCN |  |  |  |  |                                    |                                    |                                    |                                    |                                    |                                    |  |  |  |  |                                         |                                         |                                         |                                         |                                         |                                         |  |  |  |  |                                        |                                        |                                        |                                        |                                        |                                        |  |  |  |  |  |  |  |  |  |  |  |  |  |  |  |  |  |  |  |  |  |  |  |  |
|  |  |  |  |  |  |  |  |                                     |                                     |                                     |                                     |                                     |                                     |  |  |  |  |                                    |                                    |                                    |                                    |                                    |                                    |  |  |  |  |                                    |                                    |                                    |                                    |                                    |                                    |  |  |  |  |                                         |                                         |                                         |                                         |                                         |                                         |  |  |  |  |                                        |                                        |                                        |                                        |                                        |                                        |  |  |  |  |  |  |  |  |  |  |  |  |  |  |  |  |  |  |  |  |  |  |  |  |
|  |  |  |  |  |  |  |  | Lưu Khang                           | Lưu Khang                           | Lưu Khang                           | Lưu Khang                           | Lưu Khang                           | Lưu Khang                           |  |  |  |  | Lưu Hưng                           | Lưu Hưng                           | Lưu Hưng                           | Lưu Hưng                           | Lưu Hưng                           | Lưu Hưng                           |  |  |  |  | Lưu Hiển                           | Lưu Hiển                           | Lưu Hiển                           | Lưu Hiển                           | Lưu Hiển                           | Lưu Hiển                           |  |  |  |  | 12 Hán Thành Đế 33–7TCN 51-7TCN         | 12 Hán Thành Đế 33–7TCN 51-7TCN         | 12 Hán Thành Đế 33–7TCN 51-7TCN         | 12 Hán Thành Đế 33–7TCN 51-7TCN         | 12 Hán Thành Đế 33–7TCN 51-7TCN         | 12 Hán Thành Đế 33–7TCN 51-7TCN         |  |  |  |  |                                        |                                        |                                        |                                        |                                        |                                        |  |  |  |  |  |  |  |  |  |  |  |  |  |  |  |  |  |  |  |  |  |  |  |  |
|  |  |  |  |  |  |  |  | Lưu Khang                           | Lưu Khang                           | Lưu Khang                           | Lưu Khang                           | Lưu Khang                           | Lưu Khang                           |  |  |  |  | Lưu Hưng                           | Lưu Hưng                           | Lưu Hưng                           | Lưu Hưng                           | Lưu Hưng                           | Lưu Hưng                           |  |  |  |  | Lưu Hiển                           | Lưu Hiển                           | Lưu Hiển                           | Lưu Hiển                           | Lưu Hiển                           | Lưu Hiển                           |  |  |  |  | 12 Hán Thành Đế 33–7TCN 51-7TCN         | 12 Hán Thành Đế 33–7TCN 51-7TCN         | 12 Hán Thành Đế 33–7TCN 51-7TCN         | 12 Hán Thành Đế 33–7TCN 51-7TCN         | 12 Hán Thành Đế 33–7TCN 51-7TCN         | 12 Hán Thành Đế 33–7TCN 51-7TCN         |  |  |  |  |                                        |                                        |                                        |                                        |                                        |                                        |  |  |  |  |  |  |  |  |  |  |  |  |  |  |  |  |  |  |  |  |  |  |  |  |
|  |  |  |  |  |  |  |  | 13 Hán Ai Đế 26-1TCN 7-1TCN         | 13 Hán Ai Đế 26-1TCN 7-1TCN         | 13 Hán Ai Đế 26-1TCN 7-1TCN         | 13 Hán Ai Đế 26-1TCN 7-1TCN         | 13 Hán Ai Đế 26-1TCN 7-1TCN         | 13 Hán Ai Đế 26-1TCN 7-1TCN         |  |  |  |  | 14 Hán Bình Đế 9TCN–5SCN 1TCN-5SCN | 14 Hán Bình Đế 9TCN–5SCN 1TCN-5SCN | 14 Hán Bình Đế 9TCN–5SCN 1TCN-5SCN | 14 Hán Bình Đế 9TCN–5SCN 1TCN-5SCN | 14 Hán Bình Đế 9TCN–5SCN 1TCN-5SCN | 14 Hán Bình Đế 9TCN–5SCN 1TCN-5SCN |  |  |  |  | 15 Nhũ Tử Anh 5–8 25–25 5–25       | 15 Nhũ Tử Anh 5–8 25–25 5–25       | 15 Nhũ Tử Anh 5–8 25–25 5–25       | 15 Nhũ Tử Anh 5–8 25–25 5–25       | 15 Nhũ Tử Anh 5–8 25–25 5–25       | 15 Nhũ Tử Anh 5–8 25–25 5–25       |  |  |  |  |                                         |                                         |                                         |                                         |                                         |                                         |  |  |  |  |                                        |                                        |                                        |                                        |                                        |                                        |  |  |  |  |  |  |  |  |  |  |  |  |  |  |  |  |  |  |  |  |  |  |  |  |

- Thân phụ: Hán Cảnh Đế Lưu Khải.
- Thân mẫu: Hiếu Cảnh Vương Hoàng hậu (孝景王皇后, 174 TCN - 125 TCN).
- Hậu phi:

1. Hiếu Vũ Trần hoàng hậu (孝武陳皇后), biểu danh Trần A Kiều (陳阿嬌), mẹ là Quán Đào công chúa, ông bà ngoại là Hán Văn Đế và Đậu Thái hoàng thái hậu. Bà là nguyên phối của Vũ Đế. Năm 130 TCN bị phế, đày vào Trường Môn cung, không rõ kết cục.
2. Hiếu Vũ Tư hoàng hậu (孝武思皇后, ? - 91 TCN), biểu danh Vệ Tử Phu (衛子夫), nổi tiếng xinh đẹp hiền đức, là thê tử được Vũ Đế tin yêu. Sinh thái tử Lưu Cứ và 3 công chúa, về sau bà cùng thái tử và 2 vị công chúa bị hàm oan nên tự vẫn. Là Hoàng hậu tại vị lâu nhất lịch sử thời Hán.
3. Hiếu Vũ Lý hoàng hậu (孝武李皇后), thông danh Lý phu nhân (李夫人), tuyệt sắc giai nhân, được Hán Vũ Đế sủng ái nhất. Mất khi còn trẻ, truy phong Hiếu Vũ hoàng hậu và được hợp táng cùng Hán Vũ Đế. Bà là sinh mẫu của Xương Ấp Ai vương Lưu Bác.
4. Lý cơ (李姬). Sinh ra 3 người con là Ngạc Ấp Cái Trưởng công chúa, Yên Thích vương Lưu Đán, Quảng Lăng Lệ vương Lưu Tư.
5. Triệu tiệp dư (趙婕妤, 113 TCN - 88 TCN), hưu xưng Câu Dặc phu nhân (钩弋夫人), sủng phi của Hán Vũ Đế, tư sắc diễm lệ, xưng làm Đại mỹ nhân, trẻ tuổi và ngây thơ. Hán Vũ Đế lâm chung, muốn truyền ngôi cho con trai bà là Lưu Phất Lăng, nhưng do sợ Tử ấu mẫu tráng (子幼母壮), bèn ra lệnh xử tử.
6. Vương phu nhân (王夫人), người nước Triệu, rất được sủng ái, mất khoảng năm 117 TCN. Bà là sinh mẫu của Tề Hoài vương Lưu Hoành.
7. Doãn phu nhân (尹夫人).
8. Hình phu nhân (邢夫人).

- Hoàng tử:

1. Lệ thái tử Lưu Cứ (劉據, 128 TCN – 91 TCN), mẹ là Vệ hoàng hậu, ông nội của Hán Tuyên Đế, bị buộc tự sát năm 91 TCN.
2. Tề Hoài vương Lưu Hoành (齊懷王劉閎, ? – 109 TCN), mẹ Vương phu nhân.
3. Yên Thích vương Lưu Đán (燕刺王劉旦, ? - 80 TCN), bị buộc tự sát, mẹ Lý cơ.
4. Xương Ấp Ai vương Lưu Bác (昌邑哀王劉髆, ? - 86 TCN), cha của Xương Ấp vương Lưu Hạ, mẹ là Lý phu nhân.
5. Quảng Lăng Lệ vương Lưu Tư (廣陵厲王劉胥, ? - 53 TCN), bị buộc tự sát, mẹ Lý Cơ.
6. Hán Chiêu Đế Lưu Phất Lăng (劉弗陵), mẹ là Triệu tiệp dư.

- Hoàng nữ:

1. Vệ Trưởng công chúa (衛長公主), còn gọi là Đương Lợi công chúa (当利公主), mẹ Vệ hoàng hậu. Hạ giá với Tào Tương (曹襄) - con trai của Bình Dương công chúa với chồng quá cố. Sau khi Tào Tương chết, tái giá Loan Đại (欒大).
2. Chư Ấp công chúa (諸邑公主, ? - 91 TCN), bị buộc tự sát, mẹ Vệ hoàng hậu.
3. Thạch Ấp công chúa (石邑公主, ? - 91 TCN), bị buộc tự sát, , mẹ Vệ hoàng hậu.
4. Ngạc Ấp Cái Trưởng công chúa (鄂邑蓋長公主, ? - 80 TCN), mẹ Lý cơ, nuôi dưỡng Hán Chiêu Đế. Cùng Yến vương Lưu Đán, Thượng Quan Kiệt (上官桀), Thượng Quan An (上官安) hợp mưu Lịch đổ Hoắc Quang (霍光) nhưng bị phát hiện, tự sát.
5. Di An công chúa (夷安公主), mẹ không rõ. Hạ giá lấy con trai của Long Lự công chúa, em gái của Vũ Đế, là Chiêu Bình quân (昭平君).